# Veedersburg
La ville de Veedersburg est située dans le comté de Fountain, dans l’État d’Indiana, aux États-Unis. Lors du recensement de 2010, sa population s’élevait à 2 180 habitants.

## Source
- (en) Cet article est partiellement ou en totalité issu de l’article de Wikipédia en anglais intitulé « Veedersburg, Indiana » (voir la liste des auteurs).